# راؤول بيترز
راؤول بيترز هو مدرب كرة قدم ولاعب كرة قدم بلجيكي في مركز الوسط، ولد في 1947 في ميشيلين في بلجيكا. لعب مع .